# Dom handlowy Tack we Wrocławiu
Dom handlowy E. Breslauera lub Dom handlowy Tack – dawny dom handlowy znajdująca się u zbiegu ulic Wita Stwosza i Kuźniczej we Wrocławiu.

## Historia i architektura
Dom handlowy został wzniesiony w 1903 roku, na planie kwadratu o bokach o wymiarach 18,7 m, w miejsce dwóch kamienic mieszczańskich znajdujących się tu już od połowy XVI wieku. Pierwsza z nich, "Pod Górą Ślężą" była kamienicą szczytową, czterokondygnacyjną i czteroosiową. Druga, wzniesiona w 2 ćwierci XVIII wieku zwana "Pod Dwoma Lampartami" była kamienicą czterokondygnacyjną i pięcioosiową znajdujących się tu już od połowy XVI wieku. W kamienicy nr 59. od 1856 roku mieścił się Dom Handlowy Emanuela Breslauera (1826-1899), wrocławskiego fabrykanta szyjącego płaszcze i konfekcję damską.

### Dom handlowy A. Breslauer
Na zlecenie firmy A. Breslauer kamienice zostały rozebrane a zaprojektowanie nowego domu handlowego powierzono Georgowi Schneiderowi, autorowi projektu m.in. domu handlowego braci Barasch wzniesionego w 1904 roku.
Budynek został zaprojektowany w mieszanym systemie konstrukcyjnym: zastosowano zarówno szkielet murowany jak i stalowy. W części parterowej słupy w kształcie prostokąta ustawiono podłużnie co pozwoliło na uzyskanie miejsca na wielkie okna wystawowe ujęte w ramy z brązu wykonane przez Paula Krugera i głębokie na ponad dwa metry witryny. Nad witrynami, w pasie gzymsu, umieszczono szyldy oraz oświetlające je wspornikowe lampy o mlecznych kulistych kloszach. Taki sam rząd lamp umieszczony był w pasie gzymsu nad trzecią kondygnacją. Wejście główne do budynku znajdowało się w ściętym narożniku od północno-wschodniej strony Rynku. Wejście zaakcentowane było kolumnowym portalem a nad nim umieszczono lekki miedziano-szklany daszek w formie baldachimu. powyżej, na poziomie drugiej kondygnacji umieszczono kuta dekorację z wpisaną datą wzniesienia budynku "1903".
Wyższe kondygnacje, na których znajdowały się jednoprzestrzenne powierzchnie handlowe, były skomunikowane za pomocą trzech klatek schodowych i wind znajdujących się przy ścianie dzielącej budynek od sąsiedniej posesji. Skrzydła budynku łączył zaokrąglony narożnik zakończony niską wieżą z kopulastym hełmem pokryty blachą miedzianą (pokrycia miedzią wykonała firma Berharda Strenberga) i zakończoną latarnią z iglicą. Pięciokondygnacyjny budynek pokryty był dachem dwuspadowym kalenicowym ze świetlikami.
Fasada budynku utrzymana była secesyjno-neobarokowym stylu. Słupy między witrynami pokryte były licowanym labradorytem. Na gzymsie oddzielającym parter od I piętra umieszczono trzykondygnacyjne granitowe pilastry wielkiego porządku połączone ze sobą łukowym belkowaniem. Nad nimi znajdował się gzyms takiej samej formie. Wewnątrz umieszczono trójdzielne okna (o giętych szybach w narożniku). Piąta kondygnacja była nieco cofnięta względem linii fasady co tworzyło rodzaj attyki. W niej znajdował się szereg małych okien łukowych a w części narożnikowej na tym samym poziomie w bogato dekorowanych płaskorzeźbach umieszczono trzy owalne okna. Skrzydła boczne budynku tworzyły wewnętrzny dziedziniec.

### 1932: Dom handlowy Track
Pod koniec lat 20., z powodu braku funkcjonalności, głównie zbyt wąskiego chodnika przed domem handlowym, przebudowano wejście główne. W 1932 roku miała miejsce kolejna przebudowa parteru. Zdobiony portal został zastąpiony przez neon nowego właściciela przedsiębiorstwa obuwniczego "Contad Tack & Cie" z Burga koło Magdeburga założonego przez przedsiębiorcę i twórcę pierwszej w Europie sieci sklepów obuwniczych Conrada Tacka.

## Po 1945 roku
Budynek został zniszczony podczas działań wojennych w 1945 roku. Jego ruiny zostały usunięte w 1959 roku a w jego miejsce wzniesiono blok mieszkalny.